# Ajac
Ajac település Franciaországban, Aude megyében. Lakosainak száma 198 fő (2022. január 1.). Ajac La Bezole, Castelreng, La Digne-d’Amont, Loupia, Malras és Villelongue-d’Aude községekkel határos.

## Népesség
A település népessége az elmúlt években az alábbi módon változott:
| Lakosok száma | 219  | 217  | 209  | 235  | 194  | 192  | 187  | 196  | 201  | 198  |
|               | 1968 | 1982 | 1990 | 2006 | 2013 | 2015 | 2017 | 2019 | 2020 | 2022 |